# Eksperyment mikołowski
Eksperyment mikołowski – eksperyment pedagogiczny opierający się na doświadczeniach ruchu harcerskiego przeprowadzony w latach 1935–1939 w Szkole Powszechnej nr 1 w Mikołowie pod kierunkiem A. Kamińskiego. 
Eksperyment polegał głównie na kierowaniu społecznymi i kulturalnymi zainteresowaniami uczniów i wiązał się z działalnością kształcąco-wychowawczą. Pracami kierował A. Kamiński któremu w eksperymencie pomagały czynniki takie jak: stosowanie zabaw w nauczaniu, praca grupowa, zdobywanie sprawności czy swoista atmosfera wychowawcza na którą składały się elementy takie jak przyjazny stosunek nauczycieli do uczniów, dobry przykład osobisty nauczyciela, wzajemne zaufanie i nastrój w toku pracy, samodzielność uczniów i szczerość w ich stosunkach z nauczycielami oraz wykrywanie, zaszczepianie i rozwijanie uzdolnień dzieci i młodzieży.
Zastosowanie osiągnięć eksperymentu mikołowskiego w procesie wychowawczym zostało przedstawione w książce A. Kamińskiego Aktywizacja i uspołecznianie uczniów w szkole podstawowej.